# Cunninghamia
Cunninghamia är ett släkte av cypressväxter. Cunninghamia ingår i familjen cypressväxter.
Cunninghamia är ett inhemskt trädslag i Kina och Kochinkina och träd ur släktet kallas ofta för "kinesisk gran" (Chinese fur), även om trädet inte tillhör gransläktet. Släktet har fått sitt namn efter den brittiske botanikern Allan Cunningham.
Arter ur släktet kan nå en höjd av 10-12 m och det lämnar ett vackert, ytterst varaktigt virke
samt odlas i Europa i kruka som prydnadsväxt. Bladen är 3-6 cm långa, livligt gröna, läderartade, lansettlikt skärformade och stickande samt ha utom medelnerven även två randnerver.
Kottarna är äggrunt klotformiga, 3-4 cm. i genomskärning och utgörs av tunna, läderartade spetsiga kottefjäll, uppbärande tre, slutligen omvända frön.
Från kritsystemet och tertiära avlagringar finns Cunninghamia-liknande lämningar, vilka upptogs under den provisoriska släktbenämningen Cunninghamites. 
Kladogram enligt Catalogue of Life:
| Cunninghamia | \| \| Cunninghamia konishii \| \| \| \| \| \| Mandaringran (Cunninghamia lanceolata) \| \| \| \| |
|              | \| \| Cunninghamia konishii \| \| \| \| \| \| Mandaringran (Cunninghamia lanceolata) \| \| \| \| |
|              | Cunninghamia konishii                                                                            |
|              |                                                                                                  |
|              | Mandaringran (Cunninghamia lanceolata)                                                           |
|              |                                                                                                  |

## Bildgalleri

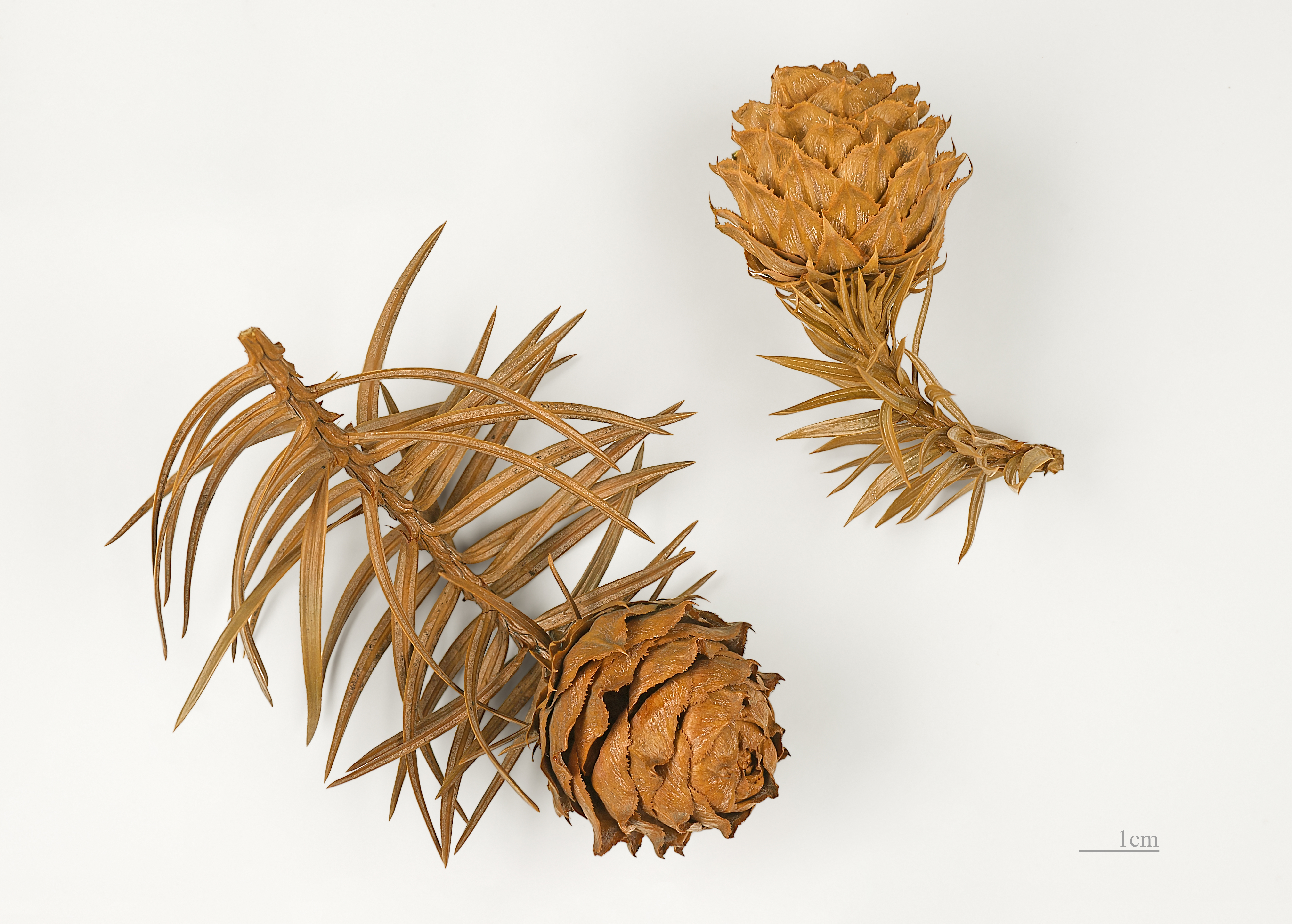
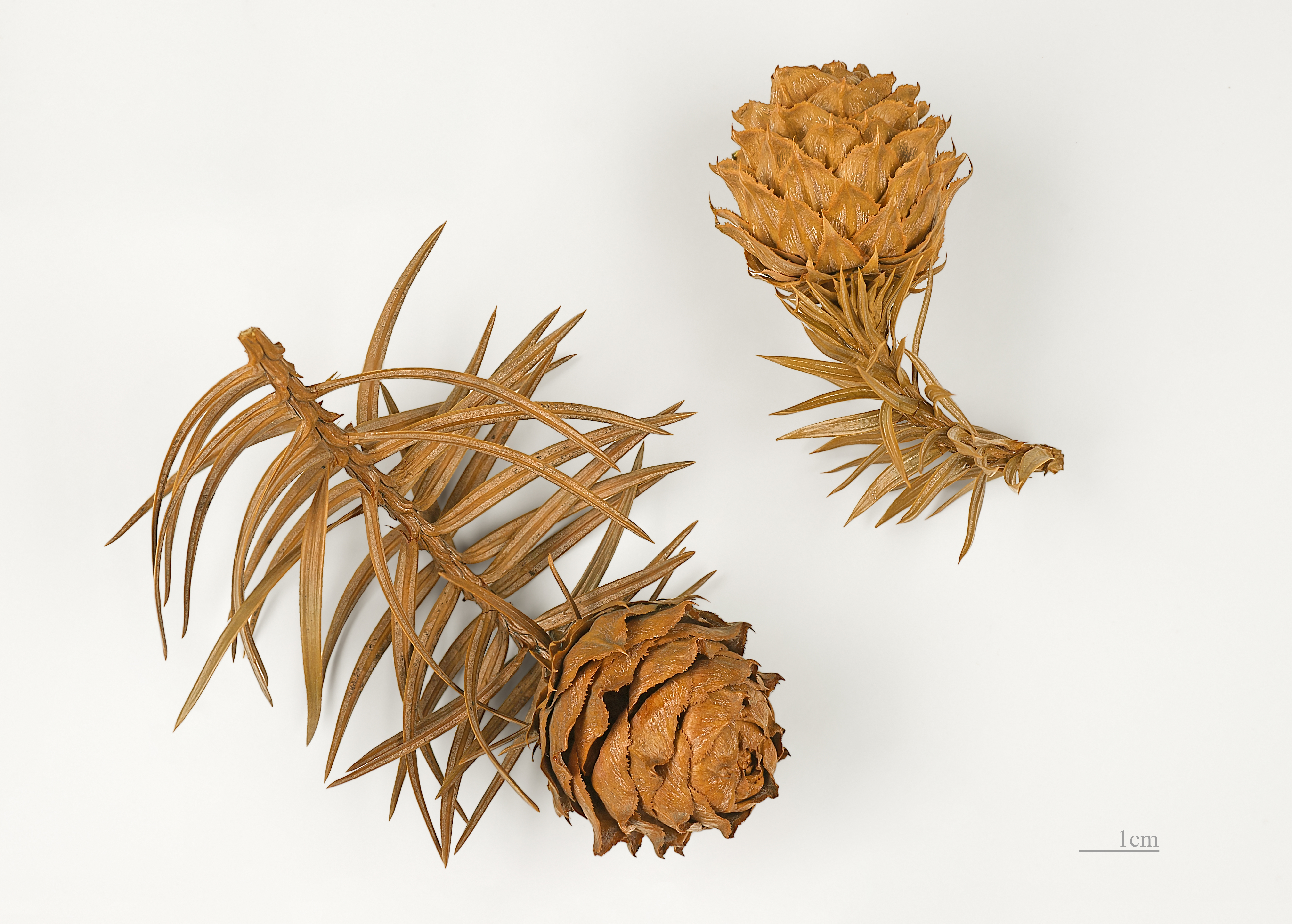
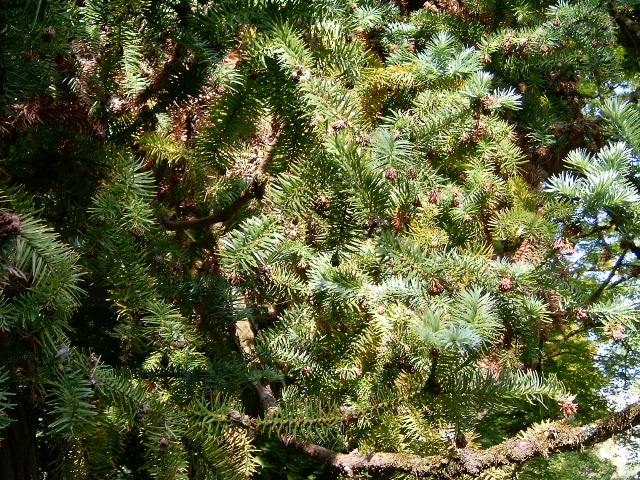
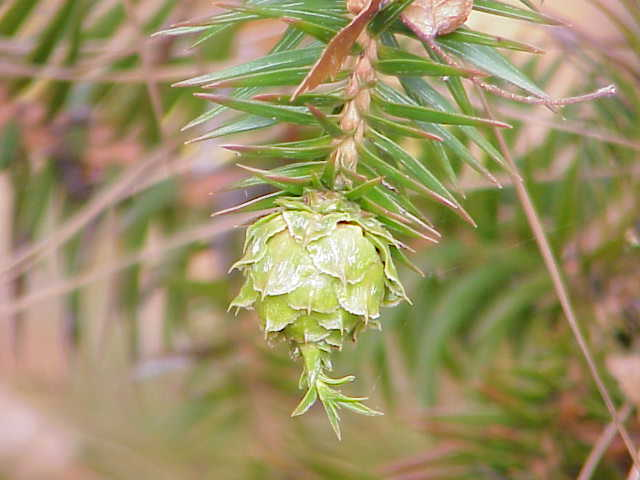
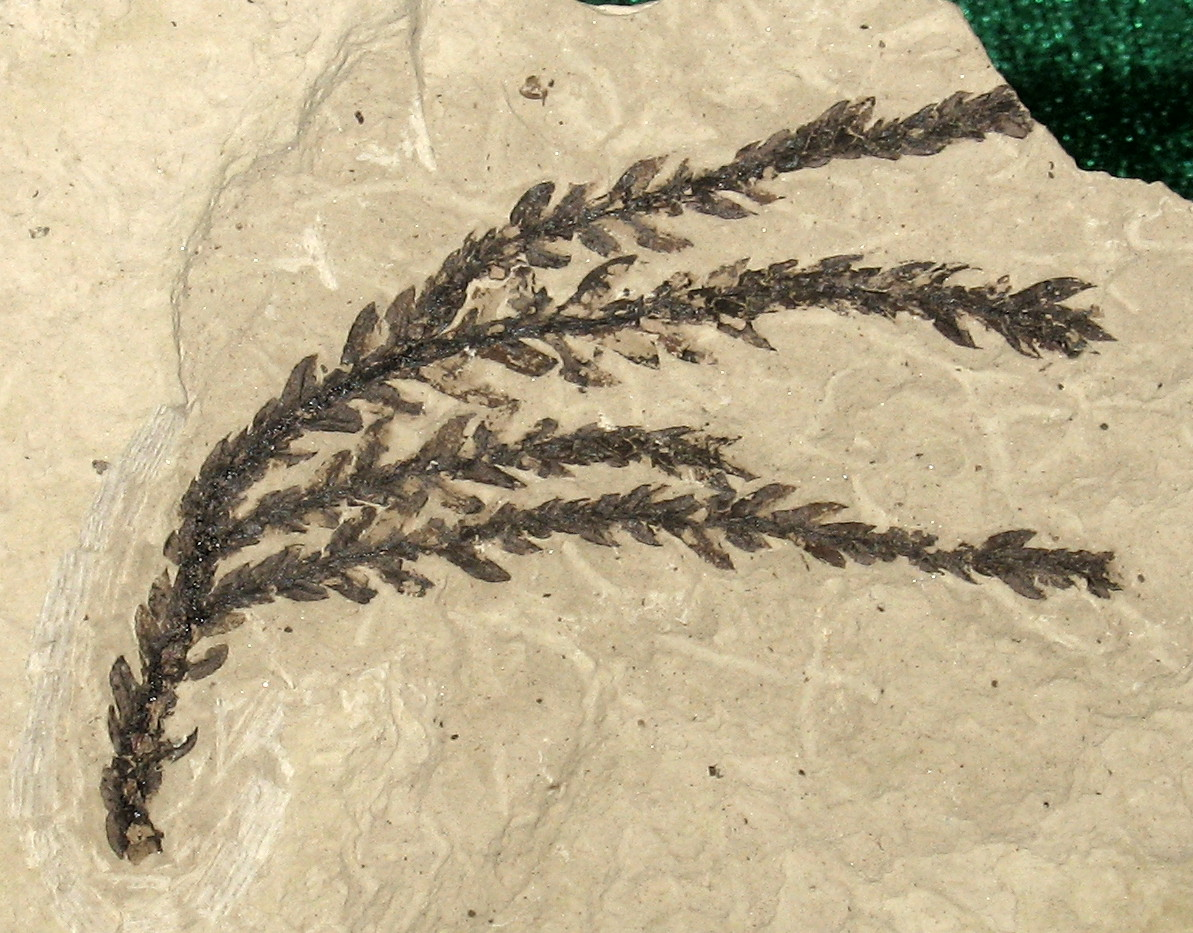
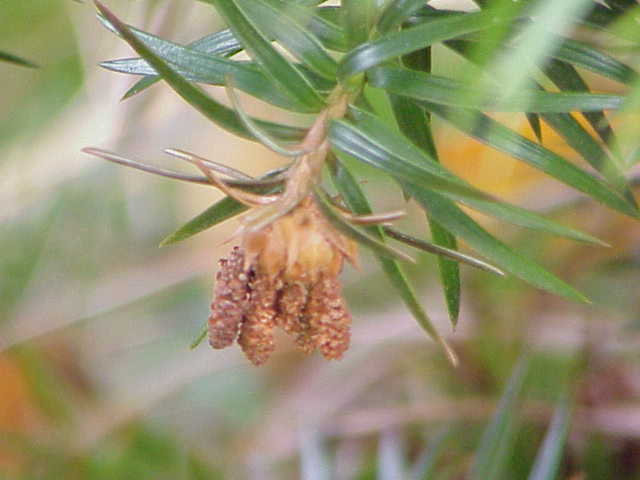